# Ligne 167 (chemin de fer slovaque)
Pour les articles homonymes, voir Ligne 167.
La ligne 167 des chemins de fer slovaque relie Rožňava à Dobšiná

## Histoire
Ouverture du tronçon Rožňava - Dobšiná le 20 juillet 1874.
Durant le second conflit mondial, la frontière entre la Slovaquie et la Hongrie se situait entre les stations de Betliar et Nadabula. Les trains de voyageurs était donc limités au tronçon Dobšiná - Betliar. Le tronçon étant isolé du reste du réseau slovaque, deux trains par jour parcouraient le trajet entre Betliar et Štítnik via Plešivec (Pelsőc). Les passagers de ces trains n'étaient pas soumis au contrôle policier et douanier hongrois. Ils ne pouvaient ni monter ni descendre du train mais devaient respecter les lois en vigueur sur le territoire hongrois. Pour remédier à cette situation des projets de nouvelles lignes ont été entrepris mais jamais entièrement réalisés.
Le service passager a été interrompu en 2003. Il subsiste une liaison passager journalière entre Rožňava et Rožňava mesto et un faible trafic marchandise.